# Terpsiphone unirufa
Terpsiphone unirufa är en fågelart i familjen monarker inom ordningen tättingar. Den betraktas oftast som en underart av filippinsk paradismonark (Terpsiphone cinnamomea), men urskiljs sedan 2016 som egen art av Birdlife International och IUCN.
Fågeln förekommer i norra Filippinerna från Luzon till Negros. Den kategoriseras av IUCN som livskraftig.